# Cupido parrhasioides
Cupido parrhasioides är en fjärilsart som beskrevs av Hans Daniel Johan Wallengren 1860. Cupido parrhasioides ingår i släktet Cupido och familjen juvelvingar. Inga underarter finns listade i Catalogue of Life.